# 格伦辛根
格伦辛根（法語：Grentzingen，发音：[gʁɛnsiŋən]；德语：Grenzingen）是法国上莱茵省的一个旧市镇，属于阿尔特基什区。该市镇总面积5.18平方公里，2009年时的人口为542人。
格伦辛根已于2016年1月1日起和相邻的另外2个市镇合并成为"伊尔塔勒"（Illtal）。

## 人口
格伦辛根人口变化图示